# Ţaghrūd
Ţaghrūd (persiska: طغرود, تُغرُّد, تَه رود, طَقرود, تِگارود, تاجرود, Tagharūd) är en ort i Iran.   Den ligger i provinsen Qom, i den centrala delen av landet, 130 km sydväst om huvudstaden Teheran. Ţaghrūd ligger 1 030 meter över havet och antalet invånare är 438.
Terrängen runt Ţaghrūd är platt åt nordost, men åt sydväst är den kuperad.Runt Ţaghrūd är det ganska tätbefolkat, med 100 invånare per kvadratkilometer. Närmaste större samhälle är Pestakān, 8,1 km norr om Ţaghrūd. Trakten runt Ţaghrūd är ofruktbar med lite eller ingen växtlighet.